# Fantastic Beasts and Where to Find Them
Fantastic Beasts and Where to Find Them, publicado no Brasil com o nome de Animais Fantásticos e Onde Habitam e, em Portugal, como Monstros Fantásticos e Onde Encontrá-los, é um livro escrito por J. K. Rowling sob o pseudônimo de Newt Scamander. Ligado à série Harry Potter, o livro tenta se passar por uma versão real de um dos livros didáticos que os personagens da série leem na escola de Hogwarts (embora na tradução original de Harry Potter e a Pedra Filosofal tenha sido citado como "Animais Fantásticos e Seu Habitat"), inclusive com comentários feitos por Harry e seus amigos. Todos os direitos do livro, assim como do Quadribol Através dos Séculos foram cedidos para a instituição Comic Relief, instituição que utiliza o riso para combater a miséria.
Em 12 de setembro de 2013, foi anunciada uma adaptação cinematográfica deste livro, prevista para estrear em 2016. O filme se passa 70 anos antes das aventuras de Harry Potter, com foco no personagem de Newt Scamander. O filme é estrelado por Eddie Redmayne.

## Sinopse
Animais Fantásticos e Onde Habitam é um estudo da magizoologia, termo criado por J. K. Rowling para designar aquelas criaturas que possuem poderes que uma criatura normal não possui. Esses animais incluem criaturas de variadas mitologias - o dragão, a fênix, o kappa, o leprechaun - embora nem sempre do modo descrito pela cultura popular. As sereias, por exemplo, são um híbrido de humano e peixe em vez de sedutoras mulheres com rabo de peixe. Embora ainda focado na fantasia da série, o tom do livro é bastante cômico, incluindo a atribuição de certas criaturas à origem de eventos como os círculos nas plantações.
Além de uma extensa lista de animais e suas descrições, alguns inspirados na mitologia e outros totalmente originais, o livro conta com uma análise sobre a concepção de seres em oposição a animais, um guia de como ocultar animais mágicos das pessoas comuns (vulgo trouxas) e também uma lista de classificação dos animais de acordo com sua índole, que vai de "tedioso" a "extremamente perigoso".

## Observação
O livro começa com um prefácio, assinado pelo diretor de Hogwarts, Alvo Dumbledore, declarando os propósitos da Comic Relief e explicando que a publicação é uma réplica do exemplar de posse de Harry Potter de um dos livros didáticos ensinados na escola.
Após uma introdução sobre os conceitos da magizoologia, cada animal apresentado é seguido de uma descrição que, na maioria, contém a origem, o habitat, a aparência e a reprodução do animal ou criatura. A versão brasileira apresenta os animais com seu nome original e, entre parênteses, a tradução de Lia Wyler. Notas de rodapé detalham certos aspectos das criaturas ou contam anedotas ligadas aos animais. Sendo o livro uma réplica do exemplar de Harry, algumas páginas tem comentários feitos por Harry Potter, Rony Weasley e Hermione Granger, geralmente como referência aos eventos dos livros da série até então.

## Adaptação para os Cinemas
A Warner Bros. anunciou em 12 de setembro de 2013, que J. K. Rowling estaria fazendo sua estreia como roteirista com o primeiro de uma série de filmes baseada em Fantastic Beasts and Where to Find Them, que faz parte de uma parceria criativa expandida com Rowling. Rowling declarou que os filmes, que incidem sobre a vida de Newt Scamander, não iam ter uma ligação direta ou sequência da série Harry Potter, embora seja definido no mesmo mundo que a série de livros.
O primeiro filme é definido 70 anos antes dos acontecimentos de Harry Potter, em 1926, na cidade de Nova Iorque. O segundo filme Animais Fantásticos: Os Crimes de Grindewald segue a ordem cronológica do primeiro filme, acompanhando Newt Scamander em Paris após a fuga de Grindelwald da prisão. O filme já bateu US$500 milhões de bilheteria no mundo.
David Heyman, produtor de todos os filmes da série Harry Potter, voltou a trabalhar novamente com a série. Em outubro de 2013, Daniel Radcliffe, ator que interpretou Harry Potter, afirmou que provavelmente não participaria na trilogia. O diretor confirmado para o filme é David Yates, o mesmo diretor de Harry Potter desde Order of the Phoenix até Deathly Hallows – Part 2.
Alguns membros do elenco já foram confirmados, estando entre eles o ganhador do Oscar Eddie Redmayne como Newt Scamander, Katherine Waterston como Tina, Alison Sudol como Queenie e Dan Fogler, que dá vida ao personagem Jacob. Também foi informado que as gravações do filme se iniciariam em agosto de 2015.